# Ki (album)
Ki is het debuutalbum van het Devin Townsend Project, een rockband rond de Canadese zanger-gitarist Devin Townsend. Het album werd uitgebracht op 22 mei 2009 op het label InsideOut Music. Drie dagen later werd het album uitgebracht in de rest van Europa op hetzelfde label en in Townsend's thuisland Canada op zijn eigen label Hevy Devy. Op 26 augustus 2009 verscheen het album in Japan op Avalon.

## Tracklist
Alle muziek is geschreven door Devin Townsend, tenzij anders aangegeven.
| 1.                 | A Monday                                                 | 1:43 |
| 2.                 | Coast                                                    | 4:36 |
| 3.                 | Disruptr                                                 | 5:49 |
| 4.                 | Gato                                                     | 5:23 |
| 5.                 | Terminal (Townsend, Young)                               | 6:58 |
| 6.                 | Heaven send                                              | 8:54 |
| 7.                 | Ain't never gonna win (Townsend, Maxwell, Savoie, Young) | 3:17 |
| 8.                 | Winter                                                   | 4:48 |
| 9.                 | Trainfire                                                | 5:59 |
| 10.                | Lady Helen                                               | 6:05 |
| 11.                | Ki                                                       | 7:21 |
| 12.                | Quiet riot                                               | 3:02 |
| 13.                | Demon league                                             | 2:55 |
| Totale duur: 66:50 |                                                          |      |